# Agomadaranus sticticus continentalis
Agomadaranus sticticus continentalis es una subespecie de coleóptero de la familia Attelabidae.

## Distribución geográfica
Habita en Vietnam.